# A947 road
Die A947 road ist eine sogenannte A road in den schottischen Council Areas Aberdeen und Aberdeenshire.

## Verlauf
Die Straße zweigt im westlichen Aberdeener Stadtteil Bucksburn von der A90 (Aberdeen–Inverness) ab. Nach zwei Kilometern erreicht sie die Ortschaft Dyce und bindet den dort gelegenen Flughafen Aberdeen International an das Straßennetz an. Direkt nördlich von Dyce quert sie den Don und erreicht damit Aberdeenshire. Weiter in nördlicher Richtung verlaufend erreicht die A947 nach insgesamt zehn Kilometern die Ortschaft Newmachar, wo sie die Hauptstraße bildet. Jenseits von Newmachar dreht der Verlauf zunehmend nach Nordwesten ab.
Direkt östlich von Oldmeldrum wird die A947 für wenige hundert Meter zusammen mit der A920 (Ellon–Dufftown) geführt. Weiter durch das dünnbesiedelte Hinterland Aberdeenshires verlaufend, passiert die Straße die am gegenüberliegenden Ufer des Ythan gelegene Ortschaft Fyvie und Fyvie Castle. Sie führt durch die Kleinstadt Turriff und endet schließlich nach einer Gesamtlänge von 66 km an der A98 am Westrand der Stadt Macduff direkt an der Bridge of Banff.